# Sphoeroides testudineus
Sphoeroides testudineus är en fiskart som först beskrevs av Carl von Linné 1758.  Sphoeroides testudineus ingår i släktet Sphoeroides och familjen blåsfiskar. Inga underarter finns listade i Catalogue of Life.